# كانديرا

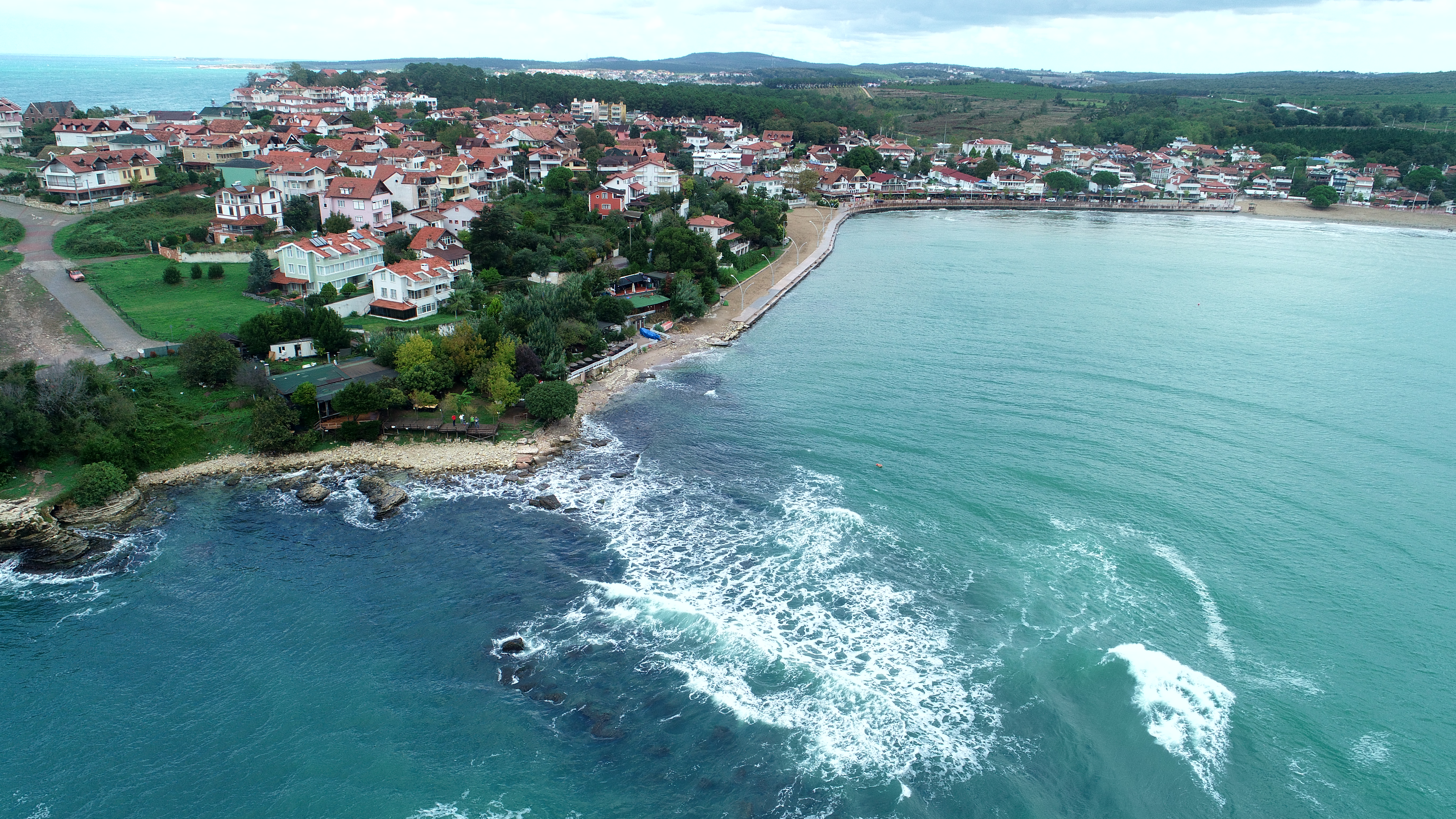
شاطئ كيربي

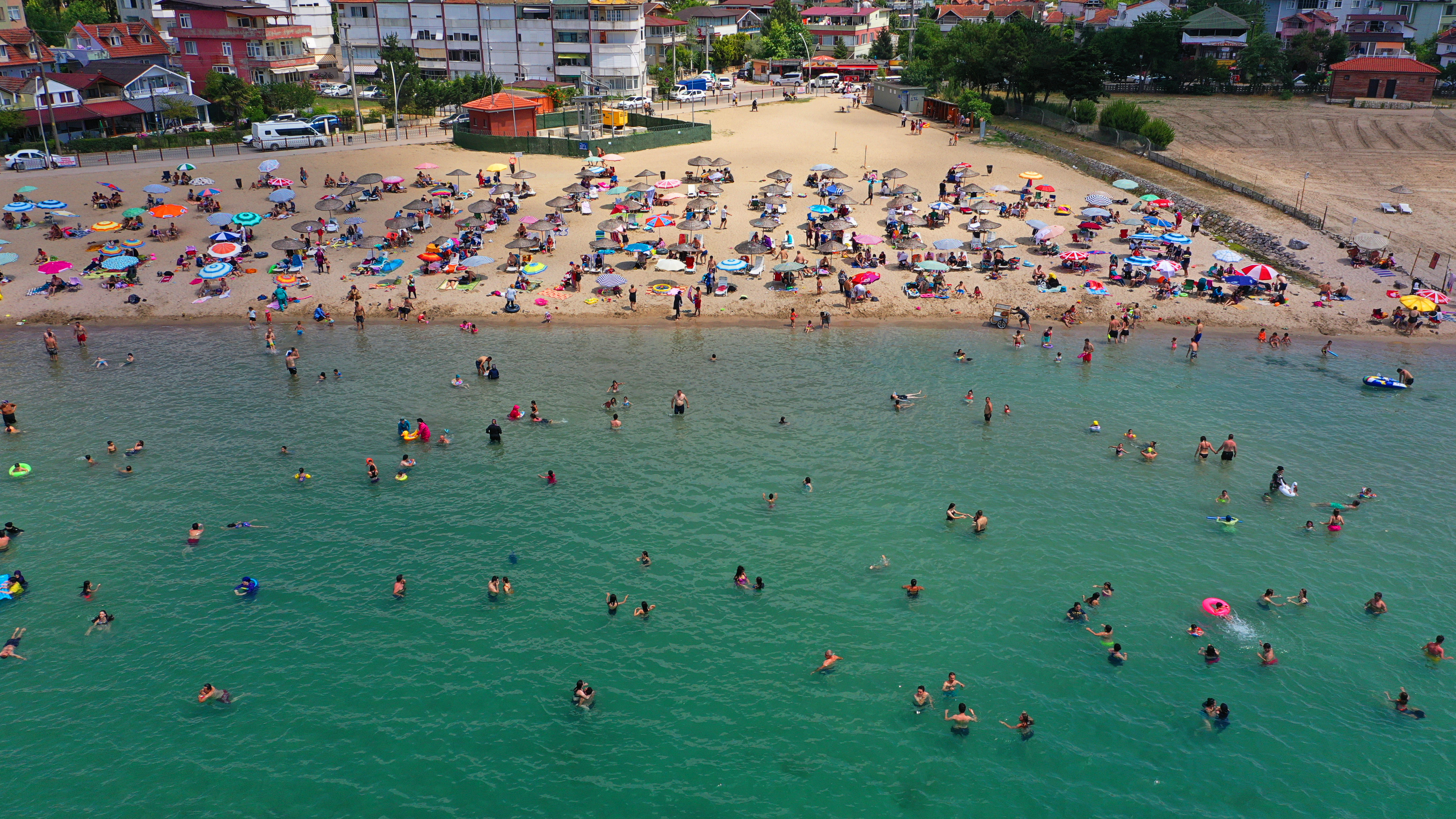
شاطئ في قرية Cebeci، كيفكين، كانديرا.

كانديرا هي مدينة ومنطقة تابعة لمحافظة قوجه إيلي في منطقة مرمرة في تركيا. تحدها كيناركا من الشرق، أدابازاري من الجنوب الشرقي، إزميد من الجنوب وشيلا من الغرب.

## الجغرافية
تبلغ مساحة كانديرا 933 كيلومتراً مربعاً (360.2 ميلاً مربعاً). من هذه المساحة، يستخدم ما يقرب من 50٪ للأغراض الزراعية، بينما تحتل الغابات مساحة تقارب 40٪. تحتل الأبنية والطرق ما تبقى من مساحة.

## مستشفى
تأسس مستشفى كانديرا الحكومي عام 1949.

## مواقع الجذب السياحي
اكتشف السائحون كيربي عندما كانت ميناء صيد صغير. تتميز ببحر هادئ وشواطئ رملية وقريبة من المراكز الحضرية مثل اسطنبول وإزميد وآدابازاري.
تبعد كيفكين 20 كم عن كانديرا، و8 كيلومترات من كيربي. كيفكن هي المدينة الأكثر تقدمًا بين المناطق المأهولة الساحلية في المنطقة. تعد غابات الصنوبر والشاطئ أهم ما يميّز المنطقة. يعتبر ميناء كيفكين مدينة صيد نموذجي. في الصيف يتضاعف عدد سكان المدينة 3 مرات. تبعد كيفكين 150 كيلومتراً عن اسطنبول على ساحل البحر الأسود، هذا جزء منعزل إلى حد ما وهادئ وغير ملوث نسبيًا. البحر مناسب للسباحة وهناك خلجان غير ملوثة للنزهات. جزيرة كيفكين هي إحدى الجزر القليلة الواقعة على ساحل البحر الأسود التركي. ومن الأهمية بمكان الإشارة إلى أسوار قلعة جنوة وآبار المياه باعتبارها تراثاً تاريخياً للجزيرة.

## روابط خارجية
- الموقع الرسمي لمحافظ اللواء باللغة التركية
- الموقع الرسمي لبلدية المنطقة باللغة التركية
- دليل فندق كانديرا